# Klaus Mörsdorf
Klaus Mörsdorf (* 3. April 1909 in Muhl; † 17. August 1989 in Planegg) war ein deutscher katholischer Theologe, Kanonist und Ordinarius für Kirchenrecht.

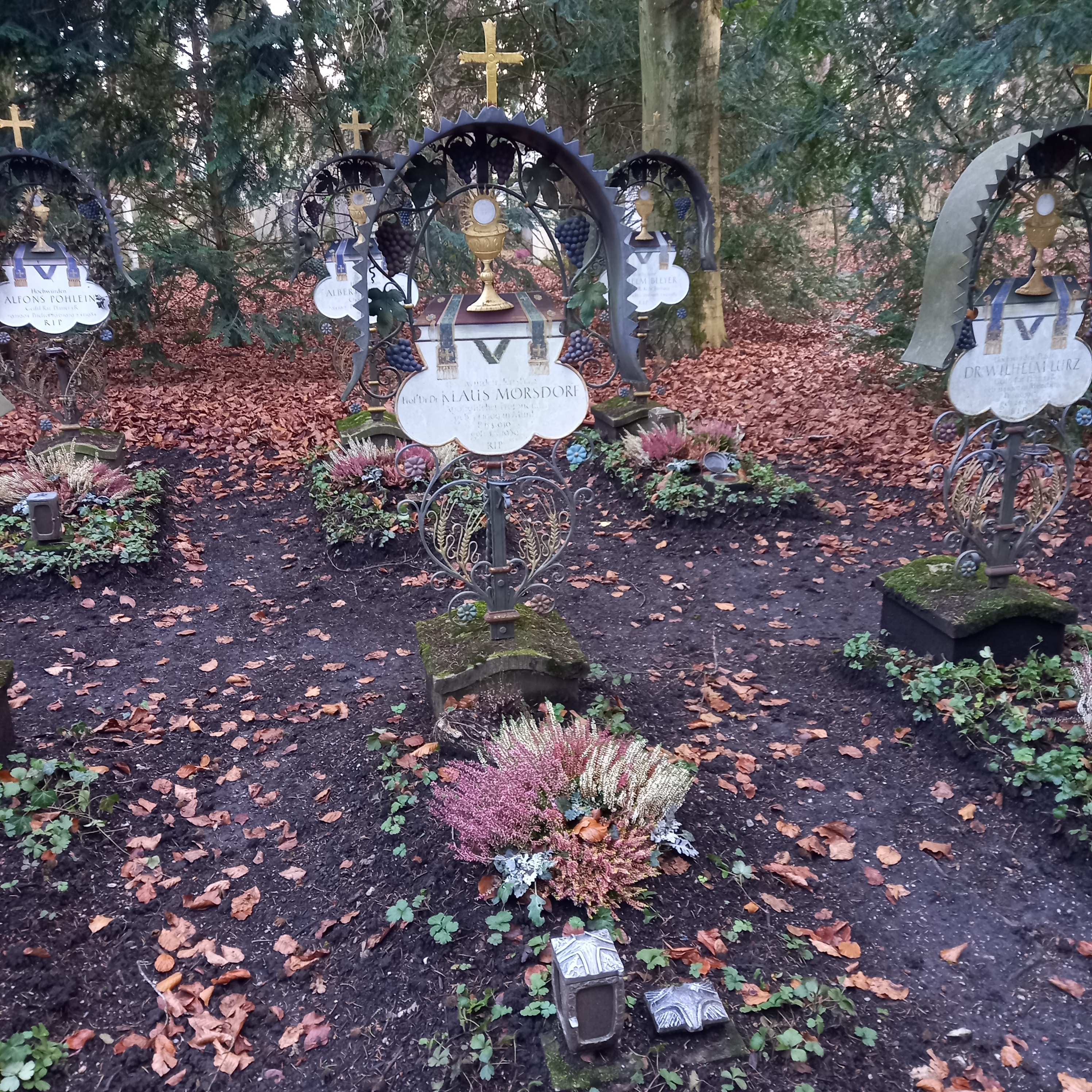
Das Grab von Klaus Mörsdorf auf dem Waldfriedhof (München)

## Leben und Wirken
Klaus Mörsdorf studierte von 1928 bis 1931 in München, Berlin und Köln Rechtswissenschaft und wurde 1931 in Köln zum Dr.iur. promoviert. Nach dem Studium der Theologie in Fulda, München, Frankfurt und Berlin von 1932 bis 1936 empfing er 1936 in Berlin die Priesterweihe. Er war im Bistum Berlin inkardiniert. Nach einer kurzen Seelsorgstätigkeit in Berlin kehrte er an die Ludwig-Maximilians-Universität München zurück, wo er 1938 promoviert wurde. Er war Mitglied der katholischen Studentenverbindung K.D.St.V. Rheno-Franconia München im CV. Im Jahr 1939 habilitierte er sich an der Westfälischen Wilhelms-Universität Münster im Fach Kirchenrecht. Während des Zweiten Weltkrieges war Mörsdorf von 1940 bis 1945 Militärpfarrer in Münster. 
Am 1. Januar 1946 wurde er Professor für Kirchenrecht an der Westfälischen Wilhelms-Universität in Münster, ab 1. Mai 1946 an der Universität München. Dort gründete er das Kanonistische Institut, das er bis zur Emeritierung 1977 leitete. Diese wurde 2002 nach ihm in Klaus-Mörsdorf-Studium für Kanonistik (mit der Möglichkeit des Erwerbs des Lic. iur. can und des Dr. iur. can.) umbenannt. Mörsdorf führte die von Eduard Eichmann begründete Gesamtdarstellung des Kanonischen Rechts weiter und war daher der maßgebende Interpret des katholischen Kirchenrechts im deutschsprachigen Raum. Später übernahm Mörsdorfs Schüler Winfried Aymans die Verantwortung für dieses Werk. Mörsdorf war als Konzilsperitus an der Vorbereitung und Durchführung des Zweiten Vaticanum und als Konsultor an der Reform des Codex Iuris Canonici 1983 beteiligt.
Als akademischer Lehrer hatte er zahlreiche Schüler, unter diesen der spätere Kurienkardinal Giovanni Lajolo, der spätere Erzbischof von Madrid Kardinal Antonio María Rouco Varela, der verstorbene Erzbischof von Freiburg Oskar Saier, der emeritierte Bischof von Augsburg Viktor Dammertz, Joseph Ratzinger, emeritierter Papst Benedikt XVI., der verstorbene Bischof von Lugano Eugenio Corecco, sowie die Kirchenrechtler Winfried Aymans, Georg May, Johannes Neumann, Heribert Schmitz, Knut Walf.
Er galt bis zu seinem Tod als Nestor des kanonischen Rechts. Seit 1946 lebte er in München, später bis zu seinem Tod in Gauting bei München.

## Ehrungen
- 1953: Mitglied der Bayerischen Akademie der Wissenschaften
- 1962: Päpstlicher Hausprälat
- 1976: Dr. iur. can. h. c. der Universität Löwen
- 1978: Bayerischer Verdienstorden
- 1983: Apostolischer Protonotar

## Veröffentlichungen (Auswahl)
- Das neue Besetzungsrecht der bischöflichen Stühle unter besonderer Berücksichtigung des Listenverfahrens. Röhrscheid, Bonn 1932, (Köln, Universität, Dissertation, vom 12. Januar 1933).
- Rechtsprechung und Verwaltung im kanonischen Recht. Herder, Freiburg (Breisgau) 1941.
- als Bearbeiter: Lehrbuch des Kirchenrechts auf Grund des Codex iuris canonici. Begründet von Eduard Eichmann. Schöningh, München u. a. 1949–1950;
  - Band 1: Einleitung, Allgemeiner Teil und Personenrecht. 6. Auflage.
  - Band 2: Sachenrecht. 6., völlig veränderte Auflage.
  - Band 3: Prozeß- und Strafrecht. 6., völlig veränderte Auflage.
- Schriften zum kanonischen Recht. Schöningh, Paderborn u. a. 1989, ISBN 3-506-75755-5.